# Noli Me Tangere (Bernini)

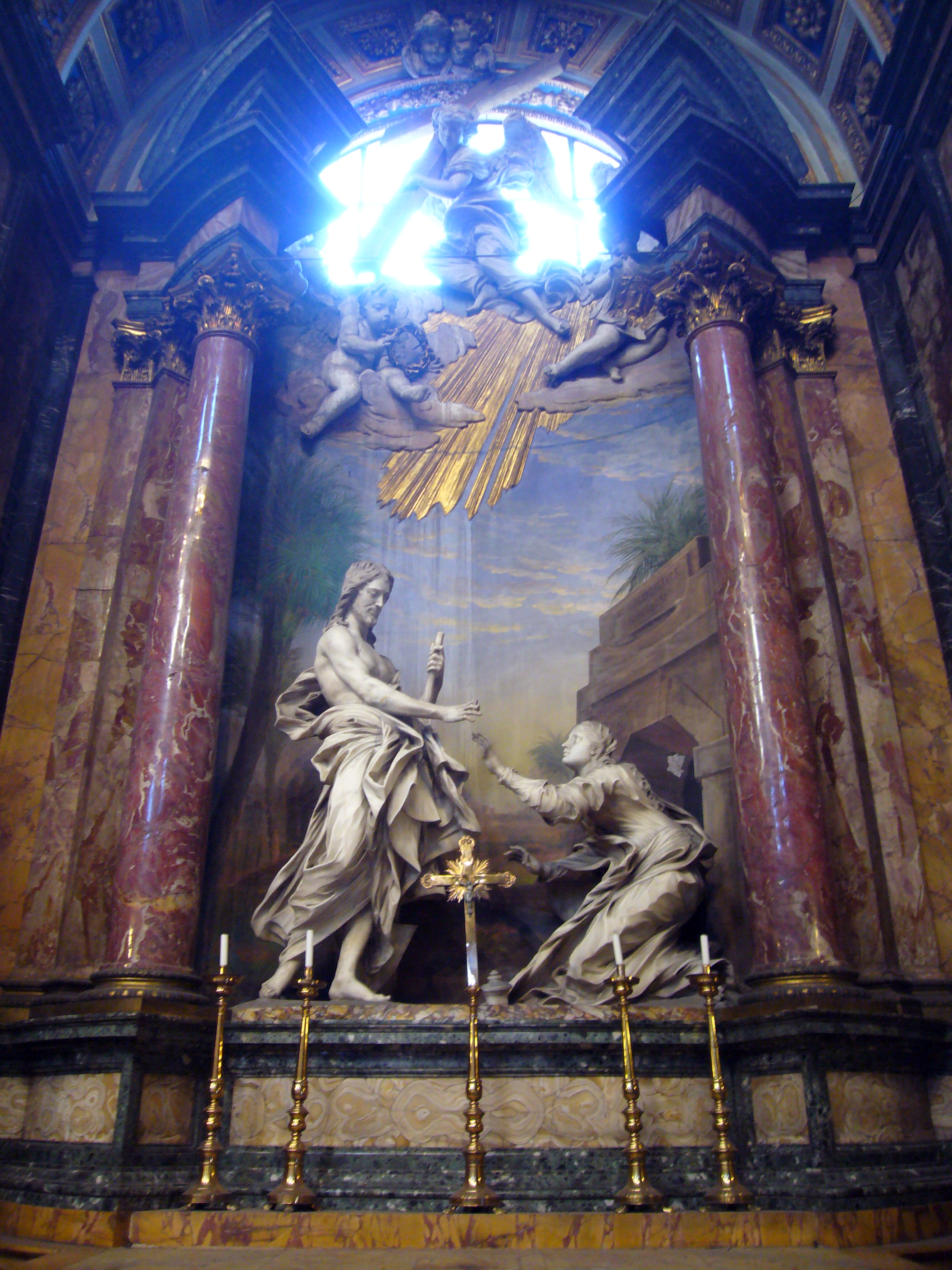
"Noli Me tangere" por Antonio Raggi

Noli Me Tangere é um grande arranjo escultórico que faz parte da capela Alaleona na igreja de Santi Domenico e Sisto, em Roma.O esquema arquitetônico da capela foi projetado pelo artista italiano Gian Lorenzo Bernini. O escultor, que revela Jesus respondendo a Maria Madalena com as palavras Não me toques frente ao reconhecimento de Maria sobre Jesus após a Ressurreição, foi também designado por Bernini e finalizado pelo seu pupilo Antonio Raggi, provavelmente entre 1649 e 1652.

## Anteprojeto
Na galeria Uffizi, em Florença, existe uma gravura de pena e aguarela que mostra a sua concepção geral. Esta, contudo, sugere que algumas alterações tenham sido feitas por Raggi para este grupo escultórico.

## Mecenato
A capela foi encomendada pela Irmã Maria Eleonora Alaleona. Acredita-se que tenha sido encomendada como um acto de penitência pelo comportamento de um desconhecido próximo dela, em 1636 - uma freira que outrora tentara introduzir fraudulentamente um amante no seu convento apenas para o sufocar até à morte numa arca em que ele se escondia. A doação realizada foi de 3,000 escudos romanos (cerca de US$ 120,000)